# Pancéřníček Fabriciův
Pancéřníček Fabriciův (Callichthys fabricioi) je paprskoploutvá ryba z čeledi pancéřníčkovití (Callichthyidae).
Druh byl popsán roku 1999 ichtyology C. Román-Valenciou, A. Lehmannem a A. Muñozem.

## Popis a výskyt
Maximální délka ryby je 12,5 cm.
Podlouhlé, zploštělé tělo a hlava kávové barvy. Světlé ploutve.
Ryba byla nalezena ve vodách Jižní Ameriky: řeka Cauca.